# 貞子vs伽椰子
『貞子vs伽椰子』（さだこバーサスかやこ）は、2016年の日本のホラー映画。『リング』シリーズと『呪怨』シリーズのクロスオーバー作品。白石晃士が監督・脚本を務める。

## あらすじ
女子大生の倉橋有里は、親友の夏美からビデオのダビングを頼まれる。だが、そのことで偶然入手した、「見ると電話がかかってきてその2日後に必ず死ぬ」という“呪いのビデオ”を夏美が見てしまう。
二人は都市伝説の研究家でもある大学教授の森繁に助けを求め、霊媒師に夏美を除霊してもらうことになるが、除霊の最中におぞましい惨劇が起こり除霊は失敗してしまう。絶望に打ちひしがれながらも、有里は夏美を救おうと、都市伝説に記されていた方法に従って自らも呪いのビデオを見て呪いにかかってしまう。
一方、入ると必ず死を遂げるという“呪いの家”の向かいに引っ越してきた女子高生の高木鈴花は、ある夜その家の近くで行方不明になっていた4人の小学生のうち一人が、呪いの家の中にいるのを目撃する。かねてより呪いの家に興味を抱いていた鈴花は、遂に家の中に入ってしまう。その結果、鈴花を助けようとして家に入った両親が犠牲となり、命からがら逃げのびた鈴花にも呪いによる死が迫っていた。
そんな彼女らをそれぞれの呪いから救うべく、異端の霊能者・常盤経蔵と助手の少女・珠緒は、双方の異なった呪いを激突させることで元凶の貞子と伽椰子を同時消滅させるという、驚くべき秘策を実行しようとしていた。

## キャスト
- 倉橋有里：山本美月
- 高木鈴花：玉城ティナ[2][3]
- 上野夏美：佐津川愛美
- 常盤経蔵：安藤政信[4]
- 珠緒：菊地麻衣
- 森繁新一：甲本雅裕
- 高木史子：田中美里
- 高木誠：松島正芳
- 法柳：堂免一るこ
- 山村貞子：七海エリー
- 佐伯伽椰子：遠藤留奈
- 佐伯俊雄：芝本麟太郎
- 松井美津子：おぞねせいこ
- 松井忠則：中野英樹
- 小林恵子：清瀬やえこ
- 橘茜：佐藤みゆき
- 遥：三浦透子
- 真来：森田想
- 安江：内野かずえ
- 裕太：中尾壮位
- 達也：太一
- 健治：酒井天満
- 秋彦：美濃孔之介
- 法柳の助手A：日野綾子
- 法柳の助手B：永嶋美佐子
- 上野昭：松井晶照
- 上野洋子：住松侑佳
- 二歳の夏美：高村雛
- 引越業者：渡辺龍之介

## スタッフ
- 監督・脚本：白石晃士
- 世界観監修：鈴木光司
- プロット協力：清水匡
- 音楽：遠藤浩二
- 撮影：四宮秀俊
- 美術：安宅紀史
- 照明：蒔苗友一郎
- 録音：湯脇房雄
- 編集：和田剛
- 助監督：大峯靖弘
- 特殊造型デザイン：百武朋
- スタントコーディネーター：谷本峰（補佐：内ケ崎ツトム
- VFXスーパーバイザー：村上優悦
- 神前所作指導：葵拡夢、金田英仙郎
- エンドロール：鹿角剛
- MA：グロービジョン
- ラボ：IMAGICA
- スタジオ：角川大映スタジオ
- 協力プロデューサー：福島聡司
- プロデュース：今安玲子、山口敏功、平田樹彦
- 製作委員会メンバー：KADOKAWA、NBCユニバーサル・エンターテイメントジャパン、関西テレビ放送、ダブル・フィールド、巖本金属

## 製作
『呪怨 −ザ・ファイナル−』の制作を務めたダブルフィールドの丸田順悟と、『リング』の版元であるKADOKAWAの井上伸一郎との雑談が企画の端緒となった。2013年8月30日公開の『貞子3D2』以降の『リング』シリーズの展開について模索していた井上が提案に乗り、企画が始動した。
その後、2015年6月20日公開の『呪怨 -ザ・ファイナル』の宣伝の一画として、同年4月1日限定の「エイプリルフール企画」として本コラボレーションの情報が公開。これを見た白石晃士が「もし本当にやるなら私にやらせてもらえませんか？」との旨をツイートしたことから、彼に監督の依頼が来ることとなった。
しかしその時点で、製作されること自体も白石が監督を務めることも既に決定しており、当該ツイートは白石が話題作りの一環として行ったことが白石自身により明かされた。
アメリカのホラー映画が好きなので日本のホラー映画はあまり見ない白石は、『リング』シリーズと『呪怨』シリーズをレンタルビデオによる後追いで、「日本産のホラーとしてどのように作られているのか」を考えながら見たという。そのうえで、本作を制作するに際して貞子と伽椰子の基本設定から余計な情報を省いて整合させたり、設定としてはすでに時代遅れとなったVHSのビデオテープを「リサイクルショップに眠っている古いビデオデッキの中に入っていたVHS」として組み込んでいる。
また、一見すると似ている貞子と伽椰子の見分けがつかなくならないようにしたほか、貞子が1人なのに対して伽椰子には俊雄がいるので、1対2感が出ないようにも気をつけた。両者を目立たせながら、きっちり対決するという空気を出すことと盛り上げることには気を使ったという。
本作の裏テーマには「Jホラーをぶっ壊す」があり、「娯楽映画の構成としてバーン、バーンと見せていく映画を作ってきたい」という白石は「他にもこういう作品が出てきたら嬉しい」「潮流を変えたい」と思いながら制作した。本作がヒットすれば、「こういうのもアリなんだ」とプロデューサーたちがOKを出してくれるようになると白石は思っているが、ホラーではなくなっている『フレディVSジェイソン』については、反面教師にしたという。

## 小説
貞子VS伽椰子
2016年5月25日に角川ホラー文庫から発売された。黒史郎著。ISBN 978-4-04-104215-1
内容は貞子と伽椰子の呪いから逃れるために2人を戦わせる点だけを映画に準拠させた独自の物語であり、2人以外の登場人物が異なるうえ、貞子と伽椰子の基本設定も一部変更されている。
貞子VS伽椰子
2016年6月16日に小学館ジュニア文庫から発売された。山本清史著。ISBN 978-4-09-230869-5
内容は映画のノベライズ。冒頭では映画の映像を用いて登場人物が紹介されている。

## パチンコ・パチスロ
- パチスロ：パチスロ貞子vs伽椰子（2018年5月、藤商事）
- パチンコ：P貞子vs伽椰子 頂上決戦（2019年12月、藤商事）